# Дашевський Юрій Володимирович
Юрій Володимирович Дашевський (18 вересня 1921, місто Кобеляки, тепер Полтавської області — 28 серпня 1987, місто Москва, тепер Російська Федерація) — радянський діяч, торговий представник, голова Калузького облвиконкому. Депутат Верховної ради Російської РФСР 6-го скликання (у 1963—1967 роках).

## Біографія
Батько походив із дворян, мати була селянкою. З 1928 року навчався у школі.
Після закінчення школи у 1937 році вступив до Дніпропетровського інституту інженерів залізничного транспорту. З початком німецько-радянської війни інститут було евакуйовано до міста Ташкент Узбецької РСР. У 1942 році Юрій Дашевський закінчив Ташкентський інститут інженерів залізничного транспорту.
З 1942 по 1945 рік працював машиністом поїзда у Термезі, потім у Сталінабаді (Душанбе), займався доставкою вантажів на фронт. Член ВКП(б).
У 1945—1946 роках — начальник депо міста Карші Кашка-Дар'їнської області Узбецької РСР.
У 1946—1948 роках — слухач курсів підвищення кваліфікації керівних працівників залізничного транспорту у Москві.
У 1948—1953 роках — заступник начальника Ашхабадської залізниці.
У 1953—1954 роках — начальник відділення залізниці станції Фаянсова (Калузька область).
У 1954—1958 роках — директор Фоміницької машинно-тракторної станції (МТС) Кіровського району Калузької області; голова виконавчого комітету Кіровської районної ради депутатів трудящих Калузької області.
У 1958—1960 роках — слухач Вищої партійної школі при ЦК КПРС у Москві.
У 1960—1961 роках — секретар Калузького обласного комітету КПРС.
У серпні 1961 — грудні 1962 року — голова виконавчого комітету Калузької обласної ради депутатів трудящих.
У грудні 1962 — грудні 1964 року — голова виконавчого комітету Калузької промислової обласної ради депутатів трудящих.
У 1964—1971 роках — на керівних посадах в Міністерстві зовнішньої торгівлі СРСР.
У 1971—1974 роках — торговий представник СРСР у Південній Кореї.
У 1974—1980 роках — начальник Державної інспекції Міністерства зовнішньої торгівлі СРСР.
У 1980—1986 роках — торговий представник СРСР в Австралії.
Помер 28 серпня 1987 року в Москві. Похований на Кунцевському цвинтарі Москви.

## Нагороди
- Орден «Дружби народів»
- Орден «Знак Пошани»
- Медаль «За трудову доблесть»
- Ювілейна медаль «За доблесну працю. В ознаменування 100-річчя з дня народження Володимира Ілліча Леніна» (1970)
- Медаль «За доблесну працю у Великій Вітчизняній війні 1941—1945 рр.»
- Медаль «Ветеран праці»
- Ювілейна медаль «20 років перемоги у Великій Вітчизняній війні 1941—1945 рр.»
- Ювілейна медаль «30 років перемоги у Великій Вітчизняній війні 1941—1945 рр.»
- Почесний знак «Відзнака Міністерства зовнішньої торгівлі СРСР»
- Знак «Відмінник якості Міністерства машинобудування СРСР»
- Відмінник Держінспекції Міністерства зовнішньої торгівлі СРСР